# Enric Herrera
Enric Herrera (Barcelona, 1948) és un músic, compositor, arranjador i pedagog català. Va ser membre fundador del grup Màquina!, membre fundador i primer director de l'Aula de Música Moderna i Jazz de Barcelona i autor dels llibres "Teoria Musical i Harmonia Moderna", volum 1 i 2. Va destacar pel seu talent per a la composició, els arranjaments musicals i com a instrumentista.
En tornar, s'integra al col·lectiu Grup de Folk, on col·labora amb músics com Sisa, Pau Riba o Jaume Arnella, amb els quals gravant diversos senzills i EPs. També participa en l'enregistrament de l'EP "Miniatura", un àlbum col·lectiu compartit pels mateixos Sisa i Riba, Albert Batiste i el músic El Cachas. Després de la dissolució del Grup de Folk, comença a treballar a la discogràfica Als 4 Vents com a productor i arranjador. És allà, de la mà d'Àngel Fàbregas, que decideix gravar un disc al seu gust amb la seva pròpia banda.
El 1969 crea Màquina! amb el cantant i baixista Jordi Batiste. Amb aquest grup gravarien l'àlbum “Why?”, considerat com el primer disc del rock progressiu espanyol i un dels més importants d'aquest gènere musical. El grup gravaria un segon disc, “En Directo”, amb una secció de vents i un estil més proper al jazz-rock i el blues. Durant aquest període, el grup es va consolidar com la banda de rock progressiu per excel·lència a Catalunya i a Espanya i va fer concerts a llocs com el Palau de la Música Catalanao a l'aire lliure a la Plaça de Catalunya. El 1972 se separen.
També va col·laborar molt breument amb grups com Estratagema i Música Urbana. Va exercir de músic, arranjador i director musical en discos com "Sons" de Falsterbo 3 o "Rh+" d'Enric Barbat. També va fer col·laboracions puntuals amb Maria del Mar Bonet i Dolors Laffitte.